# Guerra navale del Lago di Costanza
La guerra navale sul Lago di Costanza (de. Seekrieg auf dem Bodensee) fu una serie di conflitti che si verificarono sul Lago di Costanza a partire dal 1630, nel contesto della Guerra dei Trent'anni (1618-1648).
A quel tempo varie potenze governavano diverse parti del litorale: a nord e a est l'Austria degli Asburgo cattolici; a nord-ovest e ovest il Ducato del Württemberg protestante, alleato del Regno di Svezia e del Regno di Francia. Ogni schieramento cercava di esercitare la propria egemonia sull'area del lago per la sua valenza strategica. Solo la sponda meridionale controllata dalla Vecchia Confederazione Elvetica si manteneva neutrale.
Il mutevole corso degli eventi nella fase finale della Guerra dei Trent'anni non portò alcun chiaro successo a nessuna delle due parti. I protestanti (supportati dai francesi) non potevano seriamente minacciare i possedimenti degli Asburgo, che riuscirono a mantenere le loro posizioni e ad infliggere perdite sul nemico, pur a fronte del controllo navale svedese/Württemberg negli ultimi due anni di guerra.

## Storia
L'avanzata svedese verso il lago di Costanza (1646) provocò una reazione di difesa comune con la conclusione del Defensionale di Wil (1647).